# Monsieur Iou
Monsieur Iou, né Ngọc Trung Hiếu Nguyễn, le 21 mars 1984 à Charleroi (province de Hainaut), est un auteur de bande dessinée belge.

## Biographie
Ngọc Trung Hiếu Nguyễn naît le 21 mars 1984 à Charleroi,. Il est issu d'une famille vietnamienne et il est le cadet d'une fratrie de 4 enfants. Il grandit à Bruxelles. À 10 ans, son père qui travaille à la Croix-Rouge de Belgique lui ramène soixante albums de Bob et Bobette. Il sait rapidement vouloir s'orienter dans ce domaine, ce qui engendre une mini-crise avec ses parents. 
Il fait ses études à l'École supérieure des arts Saint-Luc de Bruxelles en option bande dessinée, où il étudie la bande dessinée pendant trois ans et d'où il sort en 2005. Il se forme ensuite à l'infographie pendant un an dans un centre de formation de l'Institut des Arts et Métiers à Bruxelles. Ensuite, il monte à Paris pendant 2 ans pour faire de l'alternance en web et revient à Bruxelles. Il est cofondateur depuis 2011 de l’atelier Mille avec plusieurs auteurs et dessinateurs de bande dessinées, dont Léonie Bischoff, Pierre Lecrenier, Tiffanie Vande Ghinste et Jérémie Royer,. Il se voit d'abord refuser un projet éditorial chez Manolosanctis. En juillet 2017, parallèlement à son travail d'auteur, il travaille dans l'Horeca un jour par semaine.
Il met trois ans à réaliser en numérique son premier livre Le Tour de Belgique de Monsieur Iou, est un récit autour du vélo, de la Belgique et d'une manière de voyager simple et contemplative. La critique de l'album dans l'émission Livrés à domicile de Thierry Bellefroid sur la RTBF du 19 mars 2018 relève « À petites touches impressionnistes, souvent très drôles, apparaît le portrait de la culture et du peuple belges. Portée par un dessin séduisant et d'une grande lisibilité, cette bande dessinée ravira autant les passionnés de vélo que les amoureux de la Belgique. Elle met en avant le goût de la lenteur et de l'éveil, car, comme l'écrit l'auteur, s'abandonner au plaisir du vélo "permet de lever les yeux de son guidon et, avec un peu de chance, de se perdre dans de jolis endroits". ». Selon le chroniqueur du site ActuaBD Laurent Melikian : « Monsieur Iou déploie quelques traits, un peu de couleurs et beaucoup d’élégance pour communiquer le bonheur de se déplacer en douceur. On veut bien lui décerner un nouveau type de maillot, celui de l’art de vivre. ». L'ouvrage est sélectionné dans le cadre du concours de « La Petite fureur ». 
En 2018, l'atelier prend la forme juridique d'une Association sans but lucratif (ASBL) qui monte des expositions et organise des résidences artistiques. L'année suivante, il réalise seul la bande dessinée jeunesse Petite balade dans la Fagne éditée le Service général des Lettres et du Livre du Ministère de la Fédération Wallonie-Bruxelles et téléchargeable gratuitement sur le portail des littératures belges Objectif Plumes. 
Pendant l'été 2020, il participe  au projet zomerVITRINEdété visant à partager sa version de « Bruxelles en vacances », au centre culturel De Zeyp à Ganshoren. La même année, il contribue à l'album collectif David Bowie en BD, scénarisé par Thierry Lamy publié aux éditions Petit à petit,.  
Il part en résidence artistique à la Maison des auteurs d’Angoulême en 2023 afin de développer ce récit et travailler des thèmes comme la singularité, l'invisibilité sociale ou le racisme ordinaire. Il voyage en compagnie de ses parents au Vietnam à la recherche de ses origines.
En avril 2024, il participe au parcours d'artistes de Saint-Gilles et présente des planches de son prochain ouvrage L'Invisible prévu pour début 2025.
Depuis, il se partage entre graphisme, bande dessinée et illustration pour différentes revues et associations,. 
Par ailleurs, il est membre de l'ABDIL, la fédération professionnelle réunissant autrices et auteurs de la bande dessinée et de l’illustration fondée par Cyril Elophe dans laquelle il siège au comité de concertation.

## Publications

### Romans graphiques
- Le Tour de Belgique de Monsieur Iou[20],[21],[22],[23],[24], Grand Braquet/Rue de l'échiquier, Schaerbeek/Paris, mars 2018
Scénario, dessin et couleurs : Monsieur Iou -  (ISBN 978-2-374-25099-1),L'album est traduit en néerlandais sous le titre De ronde van België, publié à Anvers par les éditions Blloan  (ISBN 978-90-6334-461-0).
- Le Tour de Belgique de Monsieur Iou[25], Grand Braquet/Rue de l'échiquier, Schaerbeek/Paris, 22 août 2019
Scénario, dessin et couleurs : Monsieur Iou -  (ISBN 978-2-374-25176-9),Édition collector. Visuel de couverture différent.
- Le Tour de Belgique de Monsieur Iou[26], Rue de l'échiquier, coll. « BD », Paris, 6 octobre 2022
Scénario, dessin et couleurs : Monsieur Iou -  (ISBN 978-2-374-25362-6),Visuel de couverture différent. Contient des planches inédites.

### Bande dessinée jeunesse
- Petite balade dans la Fagne, Service général des lettres et du livre, Bruxelles, 2019
Scénario, dessin et couleurs : Monsieur Iou -  (ISBN 9782930758732)

### Collectifs

#### Le9eRêve
- 6. 30 ans de BD à Saint-Luc et à l'ERG[27], École de recherche graphique, Institut Saint-Luc de Bruxelles, Bruxelles, septembre 2006
Scénario et dessin : collectif dont Iou - Couleurs : quadrichromie,Illustration de couverture : François Schuiten et Claude Renard. Contribution : La Poussette (2 pages).

- David Bowie en BD[16], Petit à petit, coll. « Légendes en BD », Rouen, 27 novembre 2020
Scénario : Thierry Lamy - Dessin : collectif dont Monsieur Iou - Couleurs : quadrichromie -  (ISBN 978-2-380-46028-5),Cet album est traduit en anglais sous le titre David Bowie in comics[28], publié par North American Publisher en 2020  (ISBN 978-1-68112-298-4).

### Revues
- L’Épouvantail de la théorie du complot : paravent commode[29], illustrations de l'article de Michel Segal, Kairos no 19, avril 2015.

#### Livre
: document utilisé comme source pour la rédaction de cet article.
- Philippe Mellot, Michel Denni, Laurent Turpin et Isabelle Morzadec, Trésors de la bande dessinée : BDM 2023-2024 - Catalogue encyclopédique et Argus, Paris, Les Arènes, novembre 2022, 23e éd., 1677 p., ill. ; 23 cm (ISBN 9791037507280, OCLC 1351462460, présentation en ligne), p. 1364. .

#### Articles
- Monsieur Iou (interviewé par Alexis Seny), « En balade à vélo, Monsieur Iou fait le Tour de Belgique hors des sentiers battus (Interview) », Branchés Culture,‎ 2 juillet 2016 (lire en ligne, consulté le 30 juin 2024).
- Monsieur Iou (interviewé par Pablo Chimienti), « BD : « Le Tour de Belgique » de l’auteur-cycliste Monsieur Iou », Le Quotidien indépendant luxembourgeois,‎ 24 avril 2018 (lire en ligne, consulté le 30 juin 2024).

### Podcasts
- Monsieur Iou et Nicolas Pitz Radio Grandpapier, intervenants : Monsieur Iou, Nicolas Pitz, émission du mercredi 25 avril 2018 (1 h 58 min 45 s).
- Jacques Schraûwen, « Le Tour de Belgique de Monsieur Iou: Un périple cycliste dessiné et souriant » [], sur RTBF via Auvio, 27 mai 2018 (consulté le 30 juin 2024).
- Monsieur Iou : "Je ne sais pas si je fais découvrir quelque chose aux gens mais j’espère que je leur donne envie", émission Les Nuits de France Culture sur France culture, production : Philippe Garbit (32 min 30 s), 25 novembre 2018.

### Vidéographie
- [vidéo] « Monsieur Iou en interview sur planetebd.com », sur YouTube, 17 avril 2018.
- [vidéo] « Brusseleir 06 : Monsieur Iou », sur YouTube, 11 juin 2020.
- [vidéo] « Flirt #09 14.05.2021 Frederik Van den Stock × Monsieur Iou (français) », sur YouTube, 14 mai 2021.